# Will Chalker
Will Chalker (ur. 7 marca 1980 w East Sussex, Anglia) – brytyjski model i amatorski bokser. Modelem został w wieku 20 lat (2000), porzucił wówczas pracę na budowach. W 2004 został pierwszym mężczyzną w historii nominowanym do nagrody na najlepszego modela/modelkę British Fashion Awards.
Pracuje m.in. dla: Gucciego i D&G.
- Waga: 75 kg
- Wzrost: 183 cm